# Borough de Castlereagh
Le borough de Castlereagh (Castlereagh Borough en anglais et Buirg an Chaisleáin Riabhaigh en gaélique d’Irlande), officiellement appelé Castlereagh (An Caisleán Riabhach en gaélique d’Irlande), est un ancien district de gouvernement local d’Irlande-du-Nord.
Créé en octobre 1973, il fusionne avec la cité de Lisburn en mars 2015 pour créer un autre district de gouvernement local, Lisburn and Castlereagh.

## Géographie
Le district est situé dans le comté de Down.

## Histoire
Un district de gouvernement local (local government district en anglais) du nom de Castlereagh est créé le 17 juillet 1972 par le Local Government (Boundaries) Order (Northern Ireland) du 20 juin 1972. Les institutions du district entrent en vigueur à compter du 1er octobre 1973 au sens du Local Government Act (Northern Ireland) du 23 mars 1972.
Le district de Castlereagh reçoit le statut de borough par lettres patentes du 22 mars 1977.
La majeure partie du territoire du borough de Castlereagh et la cité de Lisburn sont réunis par le Local Government (Boundaries) Act (Northern Ireland) du 23 mai 2008 ; l’autre partie du borough intègre la cité de Belfast. Le borough résultant de la fusion des anciens districts, Lisburn and Castlereagh, est créé à compter du 1er avril 2015 par le Local Government (Boundaries) Order (Northern Ireland) du 30 novembre 2012.

## Administration

### Conseil
Le Castlereagh Borough Council, littéralement, le « conseil du borough de Castlereagh », est l’assemblée délibérante du borough de Castlereagh, composée de 19 (1973-1985), de 21 (1985-1993), puis de 23 membres (1973-2015), appelés les conseillers (councillors).
Un maire (mayor) et un vice-maire (deputy mayor) sont élus parmi les conseillers à l’occasion de chaque réunion générale annuelle du conseil du borough.

### Circonscriptions électorales
Le district de gouvernement local est divisé en autant de sections électorales (wards en anglais) que de conseillers. Celles-ci sont distribuées par zone électorale de district (district electoral area).
| Zone                           | 1973-1985,                                                                                                 | 1985-1993                                                                                    | 1993-2015                                                                                    |
| ------------------------------ | --- | -------------------------------------------------------------------------------------------- | -------------------------------------------------------------------------------------------- |
| Première zone et ses sections  | A (6 sièges)                                                                                               | Castlereagh Central (7 sièges)                                                               | Castlereagh Central (6 sièges)                                                               |
| Première zone et ses sections  | - Beechill - Carryduff - Four Winds - Minnowburn - Moneyreagh - Newtownbreda                               | - Cregagh - Downshire - Hillfoot - Lisnasharragh - Lower Braniel - Upper Braniel - Wynchurch | - Cregagh - Downshire - Lisnasharragh - Lower Braniel - Upper Braniel - Wynchurch            |
| Deuxième zone et ses sections  | B (8 sièges)                                                                                               | Castlereagh East (7 sièges)                                                                  | Castlereagh East (7 sièges)                                                                  |
| Deuxième zone et ses sections  | - Ballyhanwood - Carrowreagh - Dundonald - Enler - Gilnahirk - Lower Braniel - Upper Braniel - Tullycarnet | - Ballyhanwood - Carrowreagh - Dundonald - Enler - Gilnahirk - Graham’s Bridge - Tullycarnet | - Ballyhanwood - Carrowreagh - Dundonald - Enler - Gilnahirk - Graham’s Bridge - Tullycarnet |
| Troisième zone et ses sections | C (5 sièges)                                                                                               | Castlereagh South (7 sièges)                                                                 | Castlereagh South (5 sièges)                                                                 |
| Troisième zone et ses sections | - Cregagh - Downshire - Hillfoot - Lisnasharragh - Wynchurch                                               | - Beechill - Carryduff - Four Winds - Knockbracken - Minnowburn - Moneyreagh - Newtownbreda  | - Cairnshill - Carryduff East - Carryduff West - Knockbracken - Moneyreagh                   |
| Quatrième zone et ses sections | |                                                                                              | Castlereagh West (5 sièges)                                                                  |
| Quatrième zone et ses sections | - Beechill - Galwally - Hillfoot - Minnowburn - Newtownbreda                                               |                                                                                              |                                                                                              |